# Thisted Provsti
| Thisted Provsti                                        | Thisted Provsti                |
| ------------------------------------------------------ | ------------------------------ |
| Staat                                                  | Dänemark                       |
| Region                                                 | Nordjylland                    |
| Kommune                                                | Thisted                        |
| Bistum (Stift)                                         | Aalborg                        |
| Gemeinden (Pastorater)                                 | 10                             |
| Kirchspielgemeinden (Sogne)                            | 30                             |
| Propstin (Provst)                                      | Lisbeth Damgren                |
| Bevölkerung                                            | 29.931 (2021)                  |
| Mitglieder der Folkekirken                             | 24.562 (2021)                  |
| Anteil an der Gesamtbevölkerung:                       | ca. 82,1 %                     |
| Website                                                | https://www.thistedprovsti.dk/ |
|                                                        |                                |
| Lage der Thisted Provsti (rot) im Aalborg Stift (weiß) |                                |

Die Thisted Provsti ist eine Propstei der ev. luth. Volkskirche Dänemarks (Folkekirken) im Südwesten des Bistums Aalborg (Aalborg Stift) in Norddänemark. Sie umfasst den Nordteil der Thisted Kommune in der Landschaft Thy, eingeschlossen die namensgebende Stadt Thisted. Aufgeteilt ist die Propstei in 30 Kirchspiele und 10 Gemeinden mit insgesamt 32 Kirchen, Propstin ist Lisbeth Damgren.

## Kirchspielgemeinden (Sogne)
Folgende 30 Kirchspielgemeinden bilden zusammen die Thisted Provsti:
- Arup Sogn
- Hansted Sogn
- Hillerslev Sogn
- Hjardemål Sogn
- Hundborg Sogn
- Hunstrup Sogn
- Jannerup Sogn
- Kallerup Sogn
- Kåstrup Sogn
- Klitmøller Sogn
- Lild Sogn
- Nors Sogn
- Ræhr Sogn
- Sennels Sogn
- Sjørring Sogn
- Skinnerup Sogn
- Skjoldborg Sogn
- Thisted Sogn
- Thorsted Sogn
- Tilsted Sogn
- Tved Sogn
- Tømmerby Sogn
- Vang Sogn
- Vesløs Sogn
- Vester Vandet Sogn
- Vigsø Sogn
- Vorupør Sogn
- Øsløs Sogn
- Øster Vandet Sogn
- Østerild Sogn

## Gemeinden (Pastorater)
Die 30 Kirchspiele sind in folgende 10 Gemeinden aufgeteilt:
- Hansted-Klitmøller-Ræhr-Vigsø Pastorat
- Hillerslev-Kåstrup-Sennels Pastorat
- Hundborg-Jannerup-Vang-Vorupør-Vester Vandet Pastorat
- Hunstrup-Østerild-Hjardemål Pastorat
- Nors-Tved-Øster Vandet Pastorat
- Sjørring-Skjoldborg Pastorat
- Thisted-Skinnerup Pastorat
- Tilsted Pastorat
- Tømmerby-Lild Pastorat
- Øsløs-Vesløs-Arup Pastorat